# 中河街道
中河街道，是中华人民共和国浙江省宁波市鄞州区下辖的一个乡镇级行政单位，因鄞东中塘河自西向贯穿街道而得名:204。

## 历史
唐朝时属鄮县，宋、元、明、清时属鄞县手界乡，1946年设首南乡，1950年属钟公庙乡、下应乡，1961年6月改为钟公庙公社、下应公社，1983年6月改为钟公庙乡、下应乡，1992年5月改为钟公庙镇、下应镇，2003年5月改为钟公庙街道、下应街道，2008年3月钟公庙街道划出宋诏桥、黄泥桥2个村及宋诏桥、飞虹、汪董、彩虹、凤凰、桑菊、东湖、剑桥、兴裕9个杜区，下应街道划出东裕、东城2个杜区，蔡家漕、孙马、潘一3个村设立中河街道:204:11

## 行政区划
中河街道下辖以下地区：
东裕社区、东城社区、飞虹社区、宋诏桥社区、彩虹社区、凤凰社区、桑菊社区、东湖社区、兴裕社区、剑桥社区、汪董社区、金馨社区、城兴社区、春城社区、天城社区、潘一村、孙马村和宋诏桥村。